# Oh, Susie
Oh Susie är debutalbumet för Secret Service utgivet 1979. Inspelad i OAL Studio, Sollentuna. Producerad av Secret Service.
Alla medlemmarna hade samma år spelat in LP-skivan Det Känns Som Jag Vandrar Fram, då som Ola+3, på skivbolaget Gazell. Låt nummer två på skivan "Oh Susie (Bara Vi Två Vet)", hade hörts av två discjockeys på Café Opera, Christopher och Rikki. De hade insisterat på att det skulle bli en stor hit, om den gjordes om med engelsk text. Singeln "Oh Susie" kom att spelas i Radio Luxembourg, spred sig över kontinenten, och blev även en hit i Sydamerika. Medlemmarna trodde att det bara skulle bli en skiva, så de ville vara hemliga, därav namnet Secret Service.
Andra singeln "Ten O'Clock Postman" låg tvåa på singellistan i Västtyskland och fyra i Japan. "Darling, You're My Girl" släpptes också som singel.

## Låtlista
1. "Ten O'Clock Postman" - 3.38
2. "Hey Johnny" - 4.19
3. "Give Me Your Love" - 3.37
4. "Oh, Susie" - 4.36
5. "Darling, You're My Girl" - 3.41
6. "She Wants Me" - 3.06
7. "Why Don't You Try the Phone" - 3.24
8. "Angel on Wheels" - 3.01
9. "Family Delight" - 3.22

Alla låtar skrivna av Tim Norell och Björn Håkanson, förutom 9: Axel Gårdebäck och Björn Håkanson.

## Musiker
- Ola Håkansson - sång
- Ulf Wahlberg - syntar
- Tonny Lindberg - gitarr
- Leif Paulsen - bas
- Leif Johansson - trummor
- Tim Norell - syntar

## Listplaceringar
| Lista (1979-1980) | Topplacering |
| ----------------- | ------------ |
| Norge             | 6            |
| Sverige           | 1            |
| Västtyskland      | 9            |